# Jordtrådmossa
Jordtrådmossa (Cephalozia bicuspidata) är en bladmossart som först beskrevs av Carl von Linné, och fick sitt nu gällande namn av Barthélemy Charles Joseph Dumortier. Jordtrådmossa ingår i släktet trådmossor, och familjen Cephaloziaceae. Arten är reproducerande i Sverige. Inga underarter finns listade i Catalogue of Life.

## Bildgalleri

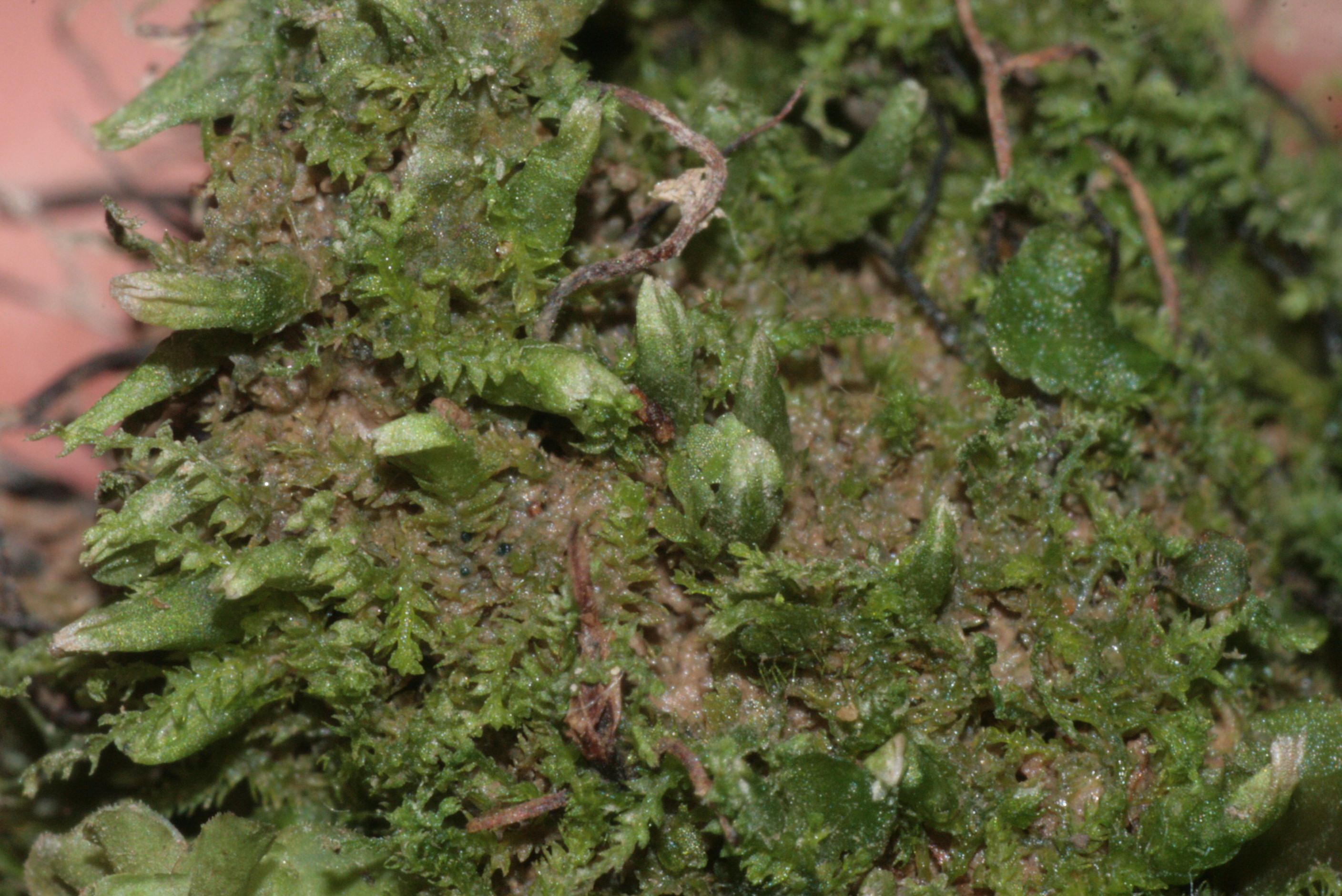
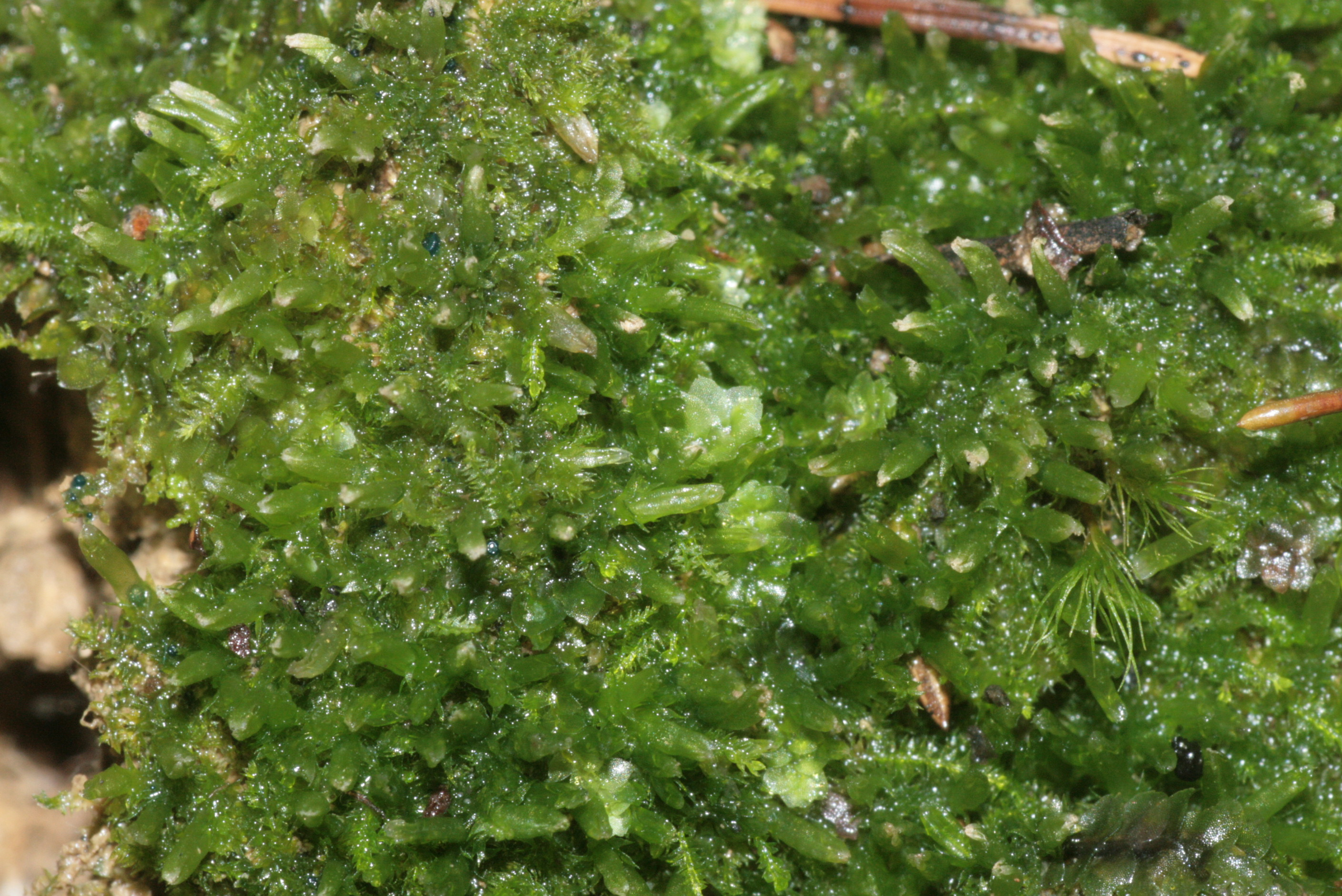
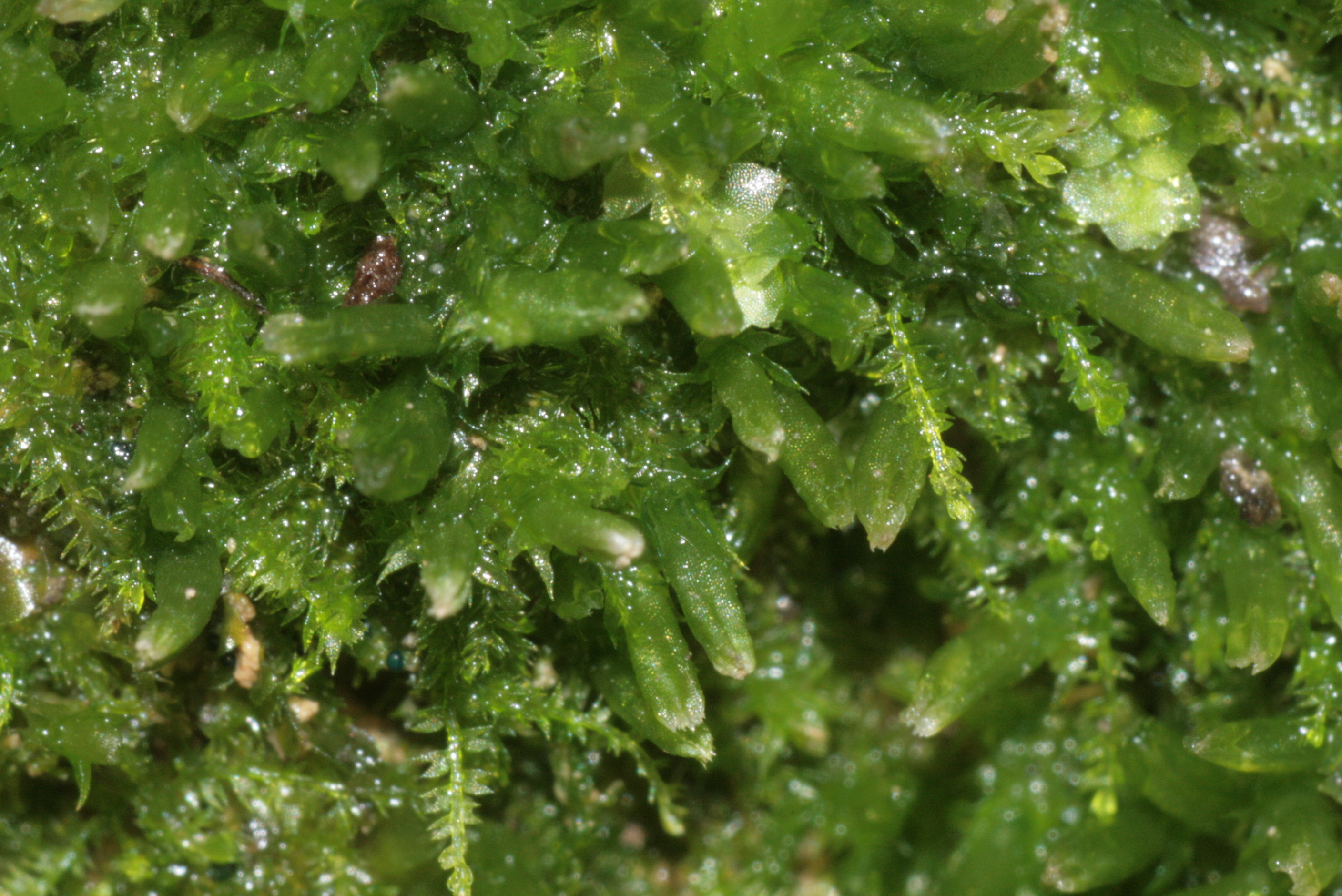
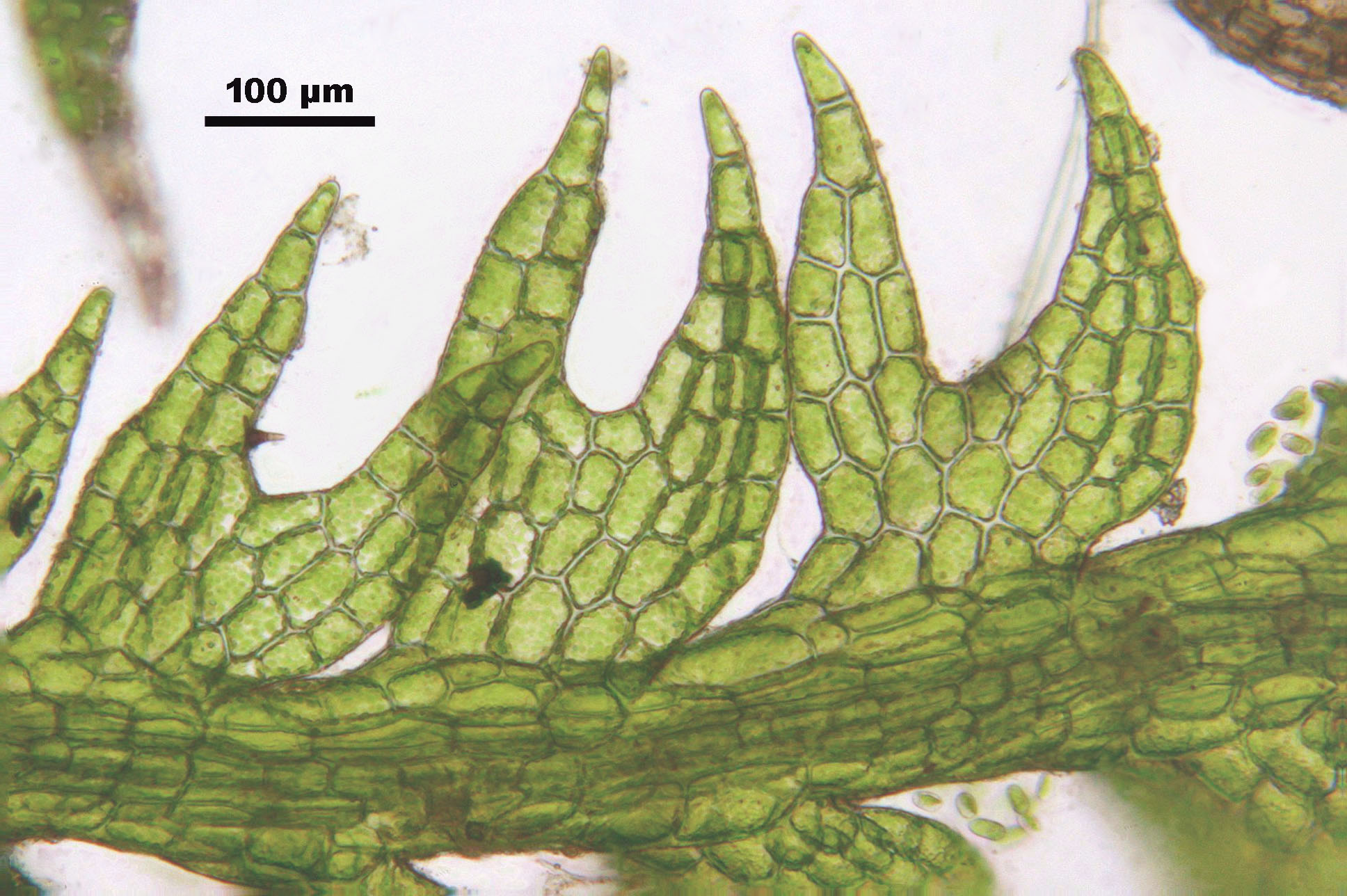
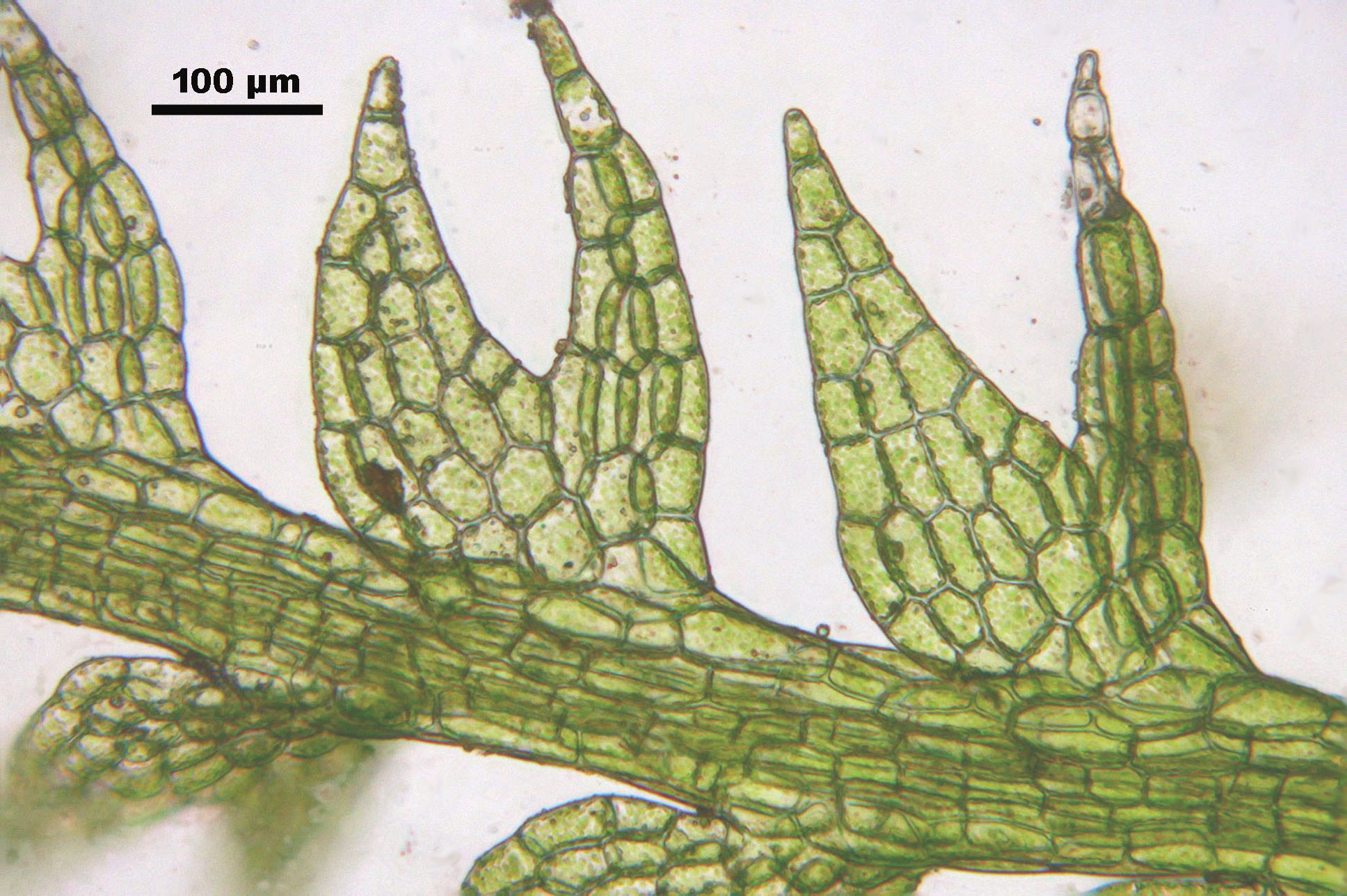